# 英雄鄭成功
《英雄鄭成功》是中國大陸與日本合作拍攝的電影，拍攝时间:2001年，由中國大陸第五代导演的代表人物吳子牛所執導，趙文卓主演，總投資達兩仟萬人民幣。在日本有發行DVD，DVD標題為《英雄 国姓爺合戦》（こくせんやかっせん）。

## 故事
故事講述在公元1645年，滿洲清軍佔領了大半中國國土，而南明隆武帝退守在中國福建。由總兵鄭芝龍輔佐苦苦支撐著對抗清軍，而當時臺灣早已被荷蘭人佔領；隆武帝對鄭芝龍剛從南京國子監學成歸來的兒子十分賞識，賜名鄭成功，希望他能精忠報國。在1661年的4月，鄭成功帶領兩萬五千兵馬，戰船二百多艏，經鹿耳門，出其不意的出現在荷蘭軍面前，荷軍敗退，經過八個月的戰鬥，荷蘭終於簽下投降書，撤出臺灣島。

## 主要演員表
- 赵文卓 饰 郑成功
- 蒋勤勤 饰 薛良
- 杜志国 饰 郑芝龙
- 岛田阳子 饰 田川氏 (鄭成功母)
- 徐敏 饰 隆武帝
- 朱晏 饰 郑成功妻董氏
- 张山 饰 李卫[3]

## 工作人員
- 導演： 吳子牛
- 編劇： 张冀平
- 攝影： 伊·呼和乌拉
- 配樂： 章绍同
- 美術設計： 林 琦
- 造型設計： 张邦宠
- 錄音： 章 文

## 外部連結
- 豆瓣电影上《英雄鄭成功》的資料 （简体中文）

1. ↑  . www.gmw.cn.   [2024-12-07].
2. ↑  sina_mobile. . ent.sina.cn. 2006-06-13  [2024-12-07].
3. 1 2  sina_mobile. . ent.sina.cn. 2006-06-13  [2024-12-07].